# Lobidiopteryx veninotata
Lobidiopteryx veninotata är en fjärilsart som beskrevs av Warren sensu Aurivillius 1910. Lobidiopteryx veninotata ingår i släktet Lobidiopteryx och familjen mätare. Inga underarter finns listade i Catalogue of Life.